# Philipp Petzschner
Philipp Petzschner (ur. 24 marca 1984 w Bayreuth) – niemiecki tenisista, zwycięzca Wimbledonu 2010 i US Open 2011 w grze podwójnej, olimpijczyk z Londynu (2012).

## Kariera tenisowa
W gronie juniorów Petzschner wygrał grę podwójną chłopców podczas French Open 2002 wspólnie z Markusem Bayerem.
Zawodowy tenisista w latach 2001–2018.
W grze pojedynczej największym sukcesem niemieckiego tenisisty jest zwycięstwo w halowym turnieju rangi ATP World Tour w Wiedniu, z października 2008 roku. W finale pokonał Gaëla Monfilsa 6:4, 6:4. Na początku czerwca 2011 roku Petzschner dotarł do finału turnieju w Halle, po wyeliminowaniu m.in. Tomáša Berdycha. W spotkaniu finałowym przegrał z Philippem Kohlschreiberem. W czerwcu 2012 roku awansował do finału turnieju w ’s-Hertogenbosch, w którym przegrał z Davidem Ferrerem.
W grze podwójnej Petzschner wygrał 8 turniejów i 7–krotnie dochodził do finałów. Do jego największych deblowych osiągnięć zalicza się zwycięstwo w 2 turniejach wielkoszlemowych w parze z Jürgenem Melzerem, Wimbledonu z 2010 roku, gdzie w finałowym pojedynku pokonali 6:1, 7:5, 7:5 parę Robert Lindstedt–Horia Tecău oraz US Open z 2011 roku, po triumfie 6:2, 6:2 nad Mariuszem Fyrstenbergiem i Marcinem Matkowskim.
W maju 2011 roku Petzschner zdobył wraz z reprezentacją Niemiec Drużynowy Puchar Świata. W finale Niemcy pokonali 2:1 Argentynę, a Petzschner zdobył punkt dla drużyny w meczu deblowym wspólnie z Philippem Kohlschreiberem, przeciwko parze Juan Ignacio Chela–Máximo González.
W 2012 roku zagrał na igrzyskach olimpijskich w Londynie, we wszystkich konkurencjach. Z zawodów singlowych odpadł w 2 rundzie, a z rozgrywek deblowych i gry mieszanej w 1 rundzie. W grze podwójnej tworzył parę z Christopherem Kasem, a w mikście z Angelique Kerber.
W rankingu gry pojedynczej Petzschner najwyżej był na 35. miejscu (14 września 2009), a w klasyfikacji gry podwójnej na 9. pozycji (4 kwietnia 2011).

### Finały w turniejach ATP World Tour
| Legenda                                      |
| -------------------------------------------- |
| Wielki Szlem                                 |
| Igrzyska olimpijskie                         |
| Tennis Masters Cup / ATP Finals              |
| ATP Masters Series / ATP Tour Masters 1000   |
| ATP International Series Gold / ATP Tour 500 |
| ATP International Series / ATP Tour 250      |

#### Gra pojedyncza (1–2)
| Końcowy wynik | Nr | Data                 | Turniej          | Nawierzchnia  | Przeciwnik            | Wynik finału      |
| ------------- | -- | -------------------- | ---------------- | ------------- | --------------------- | ----------------- |
| Zwycięzca     | 1. | 12 października 2008 | Wiedeń           | Twarda (hala) | Gaël Monfils          | 6:4, 6:4          |
| Finalista     | 1. | 12 czerwca 2011      | Halle            | Trawiasta     | Philipp Kohlschreiber | 6:7(5), 0:2 krecz |
| Finalista     | 2. | 23 czerwca 2012      | ’s-Hertogenbosch | Trawiasta     | David Ferrer          | 3:6, 4:6          |

#### Gra podwójna (8–7)
| Końcowy wynik | Nr | Data                 | Turniej            | Nawierzchnia  | Partner         | Przeciwnicy                          | Wynik finału      |
| ------------- | -- | -------------------- | ------------------ | ------------- | --------------- | ------------------------------------ | ----------------- |
| Finalista     | 1. | 12 października 2008 | Wiedeń             | Twarda (hala) | Alexander Peya  | Maks Mirny Andy Ram                  | 1:6, 5:7          |
| Zwycięzca     | 1. | 7 lutego 2010        | Zagrzeb            | Twarda (hala) | Jürgen Melzer   | Arnaud Clément Olivier Rochus        | 6:2, 5:7, 10–8    |
| Zwycięzca     | 2. | 4 lipca 2010         | Wimbledon, Londyn  | Trawiasta     | Jürgen Melzer   | Robert Lindstedt Horia Tecău         | 6:1, 7:5, 7:5     |
| Finalista     | 2. | 18 lipca 2010        | Stuttgart          | Ceglana       | Christopher Kas | Carlos Berlocq Eduardo Schwank       | 6:7(5), 6:7(6)    |
| Zwycięzca     | 3. | 13 lutego 2011       | Rotterdam          | Twarda (hala) | Jürgen Melzer   | Michaël Llodra Nenad Zimonjić        | 6:4, 3:6, 10–5    |
| Zwycięzca     | 4. | 17 lipca 2011        | Stuttgart          | Ceglana       | Jürgen Melzer   | Marcel Granollers Marc López         | 6:3, 6:4          |
| Zwycięzca     | 5. | 11 września 2011     | US Open, Nowy Jork | Twarda        | Jürgen Melzer   | Mariusz Fyrstenberg Marcin Matkowski | 6:2, 6:2          |
| Finalista     | 3. | 8 stycznia 2012      | Brisbane           | Twarda        | Jürgen Melzer   | Maks Mirny Daniel Nestor             | 1:6, 2:6          |
| Zwycięzca     | 6. | 19 października 2014 | Wiedeń             | Twarda (hala) | Jürgen Melzer   | Andre Begemann Julian Knowle         | 7:6(6), 4:6, 10–7 |
| Finalista     | 4. | 8 stycznia 2016      | Doha               | Twarda        | Alexander Peya  | Feliciano López Marc López           | 4:6, 3:6          |
| Finalista     | 5. | 14 lutego 2016       | Rotterdam          | Twarda (hala) | Alexander Peya  | Nicolas Mahut Vasek Pospisil         | 6:7(2), 4:6       |
| Finalista     | 6. | 27 lutego 2016       | Acapulco           | Twarda        | Alexander Peya  | Treat Huey Maks Mirny                | 6:7(5), 3:6       |
| Finalista     | 7. | 30 kwietnia 2017     | Barcelona          | Ceglana       | Alexander Peya  | Florin Mergea Aisam-ul-Haq Qureshi   | 4:6, 3:6          |
| Zwycięzca     | 7. | 23 lipca 2017        | Båstad             | Ceglana       | Julian Knowle   | Sander Arends Matwé Middelkoop       | 6:2, 3:6, 10–7    |
| Zwycięzca     | 8. | 17 czerwca 2018      | Stuttgart          | Trawiasta     | Tim Pütz        | Robert Lindstedt Marcin Matkowski    | 7:6(5), 6:3       |

### Finały juniorskich turniejów wielkoszlemowych

#### Gra podwójna (1–0)
| Końcowy wynik | Nr | Data | Turniej            | Nawierzchnia | Partner      | Przeciwnicy          | Wynik finału |
| ------------- | -- | ---- | ------------------ | ------------ | ------------ | -------------------- | ------------ |
| Zwycięzca     | 1. | 2002 | French Open, Paryż | Ceglana      | Markus Bayer | Ryan Henry Todd Reid | 7:5, 6:4     |